# Église de la Nativité-de-la-Mère-de-Dieu de Starčevica
Pour les articles homonymes, voir Église de la Nativité-de-la-Mère-de-Dieu.
L'église de la Nativité-de-la-Mère-de-Dieu (en serbe cyrillique : Храм рођења пресвете Богородице ; en serbe latin : Hram rođenja presvete Bogorodice), également connue sous le nom de Rebrovačka crkva, est située en Bosnie-Herzégovine, dans la Ville de Banja Luka et dans le quartier de Starčevica. Cette église a été construite avant la Seconde Guerre mondiale.

## Localisation

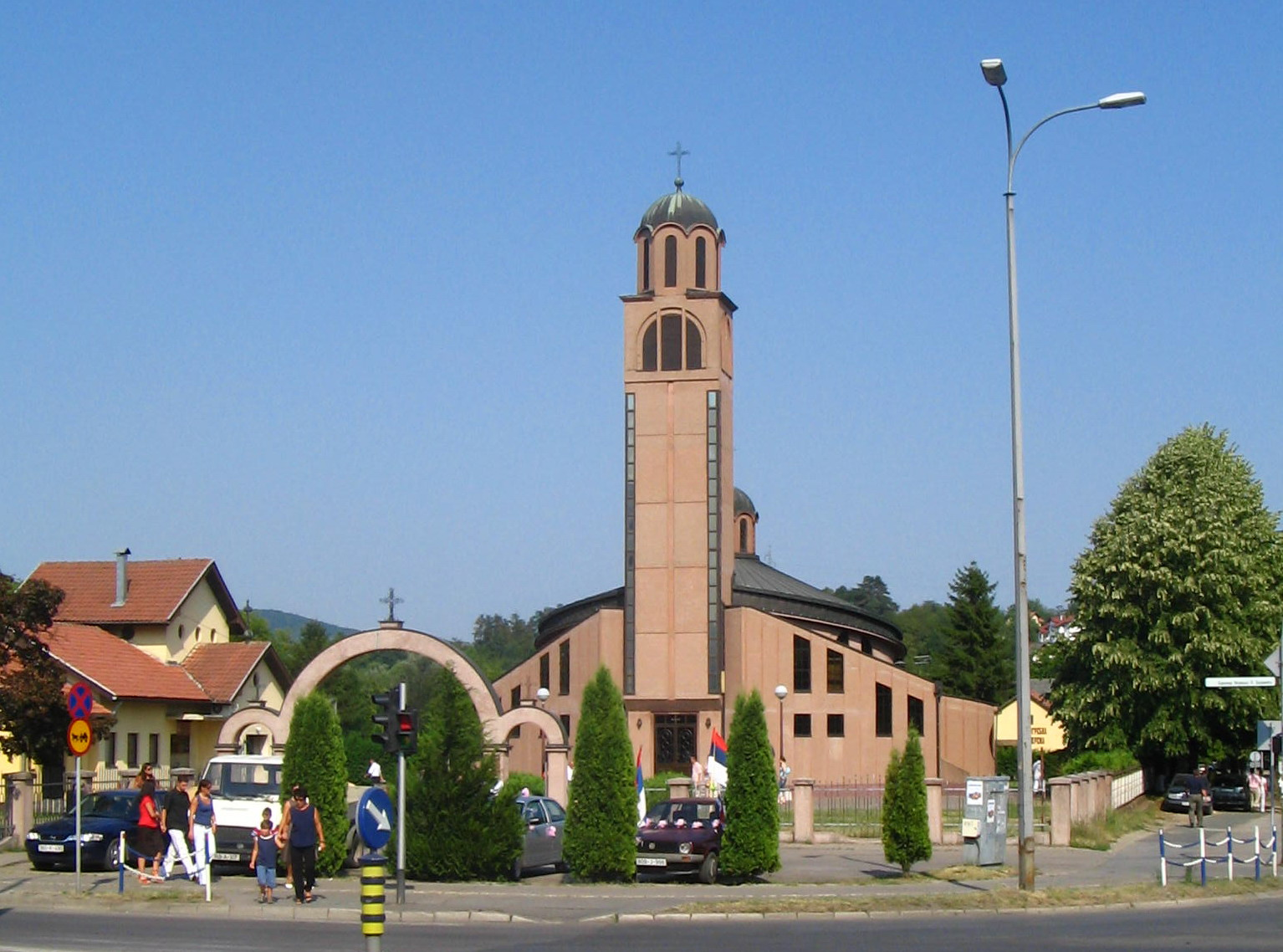
L'église dans son environnement

## Architecture

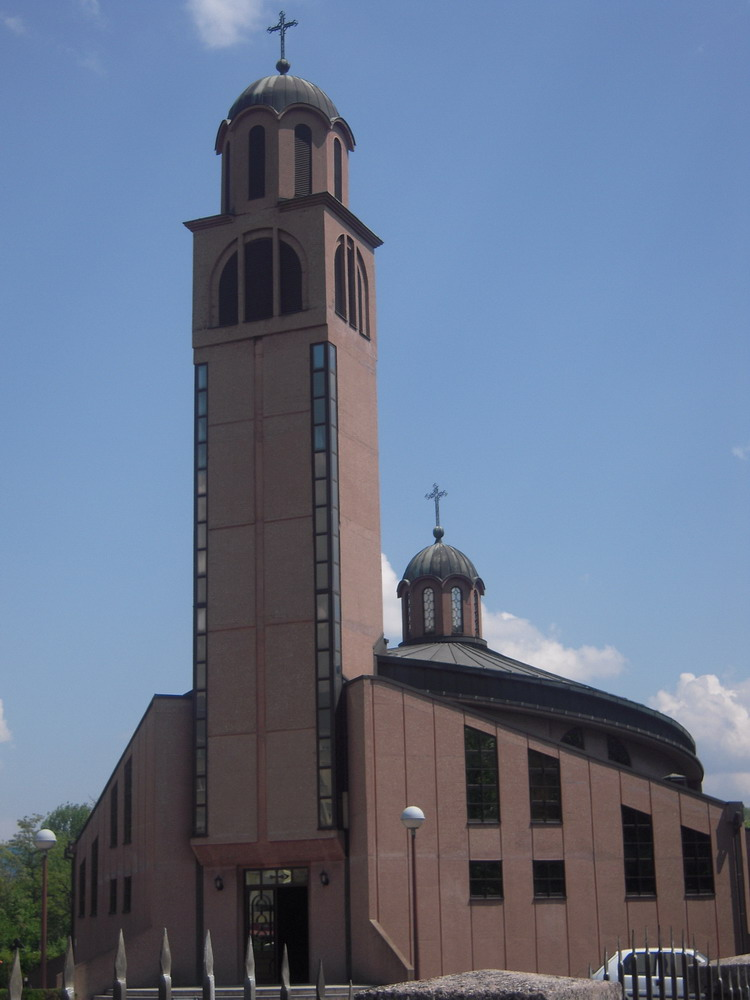
Autre vue de l'église